# Edie Sedgwick
Pour les articles homonymes, voir Sedgwick.
Edith Minturn Sedgwick, dite Edie Sedgwick, est une actrice et un mannequin américain née le 20 avril 1943 à Santa Barbara et morte le 16 novembre 1971 dans la même ville. Elle est surtout connue pour être l'une des égéries d'Andy Warhol. Sedgwick a connu la célébrité pour ses apparitions dans plusieurs courts-métrages de Warhol durant les années 1960.

## Biographie

Autographe d'Edith Sedgwick

Edith Minturn Sedgwick est née à Santa Barbara en Californie d'Alice Delano De Forest et de Francis Minturn Sedgwick. Francis, son père, propriétaire d’un ranch, philanthrope et sculpteur, souffrait d’épisodes aigus de psychose maniaco-dépressive et son médecin lui avait conseillé de ne pas avoir d’enfant. Avec sa femme Alice, ils en eurent finalement huit.
Edie Sedgwick possède une illustre généalogie avec des ancêtres remontant à la Guerre d'indépendance des États-Unis ; son arrière-arrière-arrière-grand-oncle, Theodore Sedgwick, était le porte-parole de la chambre des Représentants du temps de George Washington. Juge à la Cour suprême, il a plaidé et gagné le premier procès en faveur de la libération d’une femme noire.
Après avoir emménagé dans un ranch immense, le ranch La Laguna (2 500 hectares), la famille devient dans les années 1950 immensément riche en découvrant du pétrole sur son terrain. La famille fait alors construire sa propre école sur sa propriété, coupant ainsi les enfants du monde extérieur.
Son frère Minty devient alcoolique à l’âge de quinze ans. Après avoir été interné à l'hôpital psychiatrique Silver Hill dans les années 1960, il se pend la veille de ses 26 ans. Son autre frère Bobby souffre lui aussi de troubles psychiatriques.
Edie quant à elle souffre d’anorexie et voit régulièrement un psychiatre dès le début des années 1960. Elle déménage en 1964 à New York et rencontre Andy Warhol en janvier 1965.
Elle fréquente la Factory régulièrement et Andy la filme dans Vinyl et Horse. Très rapidement, Andy s’entiche d'elle et il souhaite en faire la reine de la Factory. Il fait écrire pour elle Kitchen puis Beauty No. 2 dans lequel on compare alors sa performance à Marilyn Monroe. À cette période, elle devient une muse pour Andy. Leur style de vie excentrique, leurs sorties nocturnes qui tournent en « happening » font les choux gras de la presse de l’époque. Durant un an c’est la symbiose totale entre eux deux ; ils s’habillent souvent pareil, se coiffent à l’identique. Edie se fait teindre en gris-blond platine et se fait appeler Miss Warhol. Sa liberté, sa beauté, son look font d’elle un symbole de la culture jeune. Icone emblématique de la Youthquake, elle est l'une des premières aux États-Unis à se faire remarquer avec une minijupe et devient le mannequin préféré de Betsey Johnson.
Comme la majorité de ceux qui fréquentent la Factory, Edie devient rapidement « accro » à l’héroïne et au speed en sortant avec le plus célèbre dealer d’amphétamines de New York. Edie, à la beauté troublante et extrêmement moderne, fait une brève carrière de mannequin dans Vogue et Life entre 1965 et 1966, mais n’a jamais pu réellement faire partie de l’industrie de la mode car trop stigmatisée par sa consommation de drogues qui effraie le milieu. Après s’être violemment disputée avec Andy (à propos de la possible rémunération de ses performances d'actrice), celui-ci  remplacera les scènes qu'elle a tournées, pour le film The Chelsea Girls, par des images en couleur de Nico (autre icône de la Factory). Elle s’installera  à l'hôtel Chelsea où elle fréquente Bob Dylan. En 1966, après avoir été victime d’un accident de moto alors qu’elle est enceinte de Dylan, les médecins la forcent à avorter, craignant pour l’enfant à cause de son anorexie et de sa toxicomanie. Edie Sedgwick devient dépendante des barbituriques et de l’alcool et tente de décrocher de l’héroïne en prenant toujours plus d’amphétamines.
Après de nombreux passages dans des hôpitaux pour différentes surdoses et des internements en hôpitaux psychiatriques où elle subit des électrochocs (jusqu’à vingt en six mois), son frère Jonathan la décrit :
« She couldn't walk. She'd just fall over... like she had no motor control left at all. The doctor did a dye test of some sort and it showed the blood wasn't reaching certain parts of the brain... She couldn't talk. »
« Elle tombait quand elle essayait de marcher […] comme si elle n'avait plus aucun contrôle. Le docteur a fait un test qui montrait que le sang n'irriguait plus certaines parties du cerveau […] Elle ne pouvait pas parler. »
La nuit du 15 novembre 1971, son mari (un patient qu'elle avait rencontré durant un séjour dans un hôpital psychiatrique) lui administre son traitement aux barbituriques habituels. Lorsqu’il se réveille à 7 h 30, Edie Sedgwick est morte.

## Ciao! Manhattan
Ciao! Manhattan, le film de John Palmer et David Weisman, est sorti aux États-Unis en 1972, quelques mois après la mort d'Edie Sedgwick. Il raconte la vie dans une piscine vide au cœur d'une belle propriété californienne, d'une star new-yorkaise déchue et rongée par la drogue réfugiée chez sa mère. Le tournage débute en 1967 mais doit être interrompu durant trois ans. Le film accumule les flash-backs avec des vraies images des années de gloire d'Edie à la Factory, des images de vidéo-surveillance et des scènes psychédéliques, donnant une atmosphère irréelle contrastant avec le destin tragique de l'actrice, morte une semaine après la fin du tournage d'une overdose. Le film prend donc la dimension d'un documentaire sur l'époque des stars « jetables » en quête du quart d'heure de gloire promis par Andy Warhol.

## Filmographie
- Kitchen (1965)
- Beauty No. 2 (1965)
- Space (1965)
- Screen Test No.1 (1965)
- Screen Test No.2 (1965)
- Vinyl (1965)
- Restaurant (1965)
- Poor Little Rich Girl (1965)
- Outer and Inner Space (1965)
- Chelsea Girls (1966)
- **** (ou The Four Star Movie) (1967-1968)
- Diaries, Notes and Sketches (1969)
- Ciao! Manhattan (1972)

## Hommages
- Le titre Femme Fatale du groupe The Velvet Underground parle d'Edie et a été écrit à la demande d'Andy Warhol[5].
- Il est fort probable que Bob Dylan se soit inspiré d'Edie pour son album Blonde on Blonde et particulièrement ses chansons Just Like a Woman et Leopard-Skin Pill-Box Hat (1966)[4].
- Patti Smith traite de la toxicomanie d'Edie Sedgwick dans la chanson Poppies de son album Radio Ethiopia sorti en 1976[6].
- Lloyd Cole and the Commotions dédie la chanson Grace à Edie Sedgwick sur l'album Easy Pieces en 1985.
- Étienne Daho dédie la chanson La Ballade d'Edie S. à Edie Sedgwick  sur l'album Tombé pour la France en 1985.
- Le groupe rock Dramarama très inspiré par sa vie, a repris la chanson Femme Fatale sur leur premier album Cinéma Vérité de 1985 dont la pochette est une photo d'Edie. Les hommages à Edie continuent sur leur deuxième album, Box Office Bomb sorti en 1987, qui commence par Steve and Edie, ainsi que sur leur quatrième album : Vinyle de 1991.
- L'album Sonic Temple du groupe de rock britannique The Cult comprend la chanson Edie Ciao Baby en 1989.
- Élisabeth Anaïs écrit Edie S. pour le premier album de Veronica Antico Les portes du ciel en 2002.
- L'écrivain  Ann Scott rend hommage à Edie sous forme de portrait dans un recueil intitulé Poussières d'anges aux éditions Librio en  2002.
- Sienna Miller joue le rôle d'Edie Sedgwick dans le film Factory Girl qui lui est consacré en 2006.
- Alizée lui consacre la chanson Fifty-Sixty sur l'album Psychédélices (2007).
- David Jay, bassiste du groupe Bauhaus a écrit la comédie musicale Silver for Gold: The Odyssey of Edie Sedgwick sur sa vie, jouée en 2008 à Broadway[7].
- La chanteuse britannique Leddra Chapman (en) a écrit une chanson sur Edie Sedgwick, Edie, parue sur l'album Telling Tales (en) en 2009.
- Alizée sort un album concept sur la vie d'Edie Sedgwick appelé Une enfant du siècle. (2010)
- Simon Liberati a construit le personnage de Taxi, dans son roman Les Démons, en hommage à Edie Sedgwick.